# Ympyrätalo

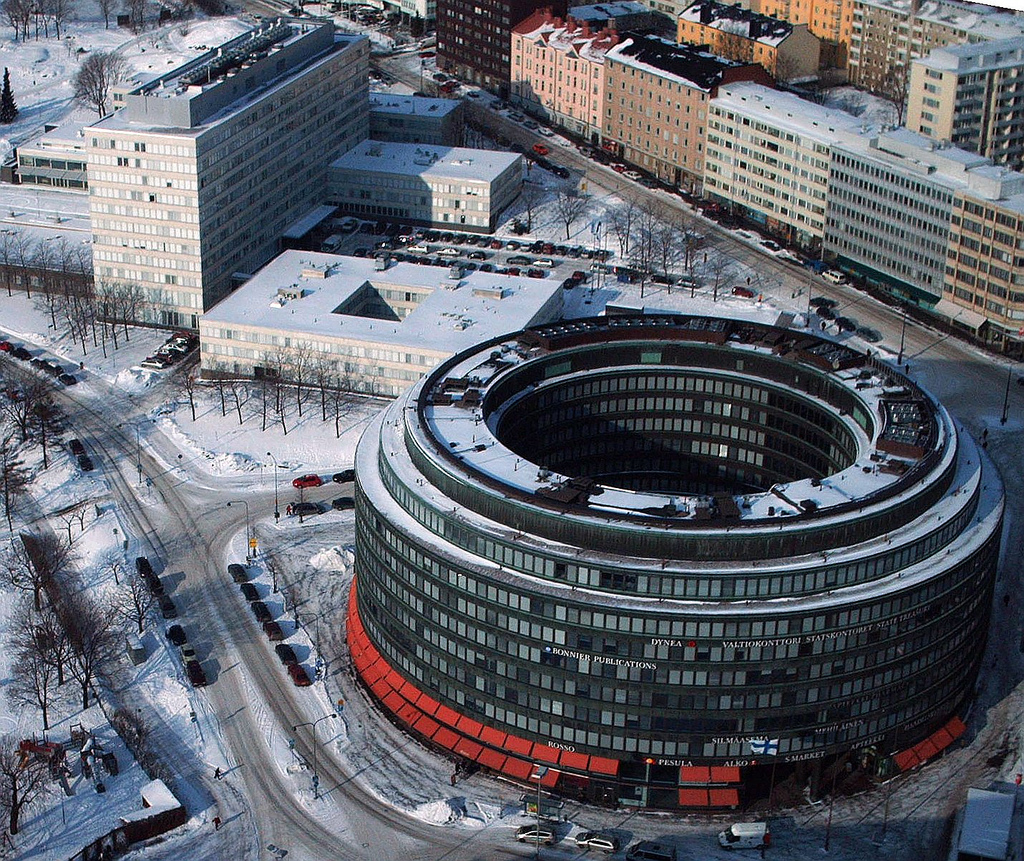
Vue aérienne de l'Ympyrätalo.

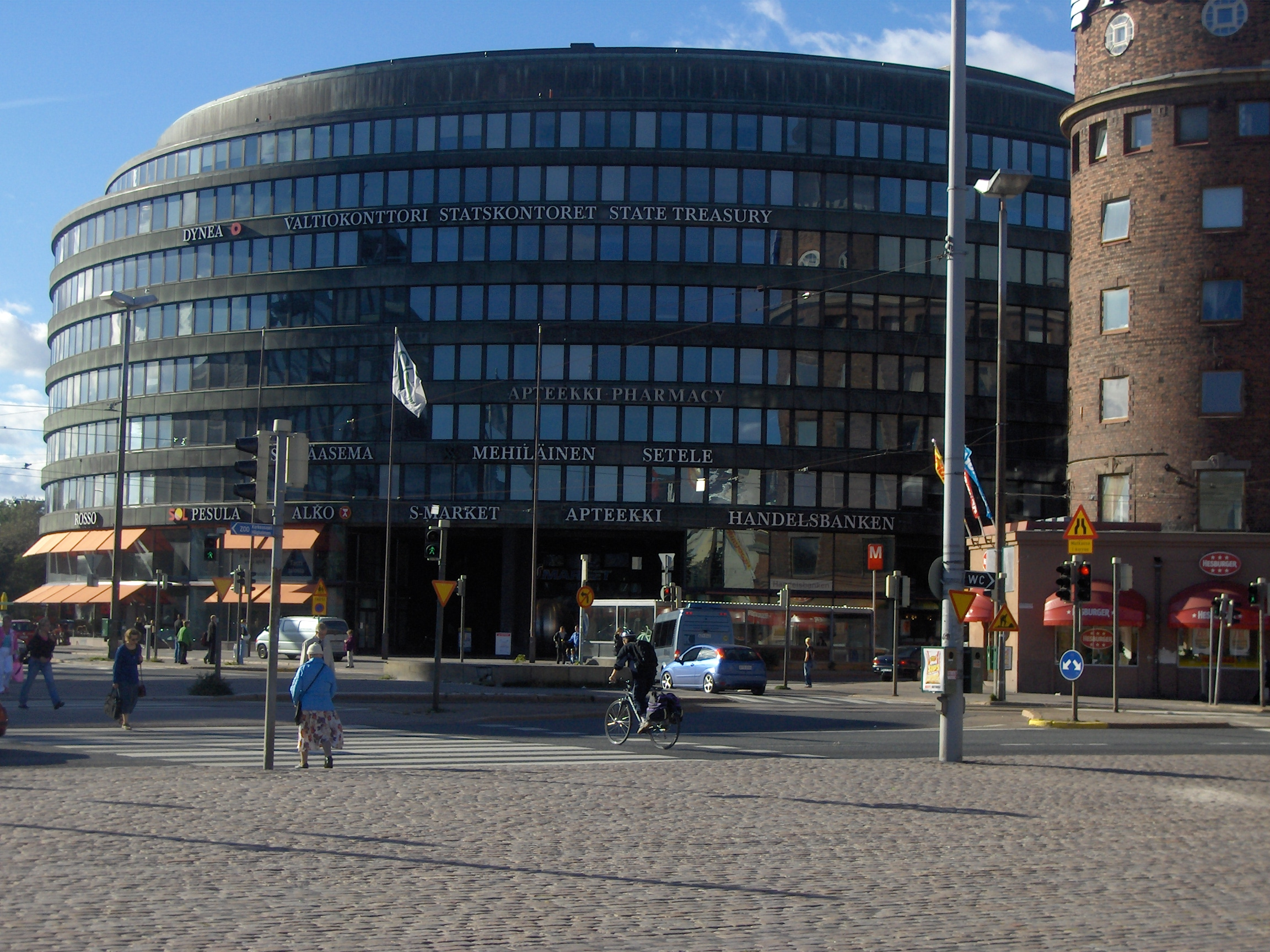
Ympyrätalo à Hakaniemi conçu par Kaija et Heikki Siren.

L'Ympyrätalo (en français : Bâtiment circulaire) est un bâtiment commercial situé au 18-20, rue Siltasaarenkatu dans le quartier de Hakaniemi à Helsinki.

## Histoire
Ympyrätalo est le seul bâtiment du quartier situé entre les rues Siltasaarenkatu, Eläintarhantie et Porthaninrinne. Auparavant il y avait sur le même terrain des maisons en bois et deux maisons en pierre dont la Maison Wendt conçue en 1903 par Gustaf Estlander.
Tous ces bâtiments ont été démolis pour faire place à Ympyrätalo.
Le bâtiment a été conçu par Heikki et Kaija Siren et sa construction dure huit années et s'achève en 1968. 
À l'origine, le bâtiment abrite des bureaux de la banque Kansallis-Osake-Pankki.
L'architecture du bâtiment a été considérée comme un summun de l'architecture des immeubles de bureaux finlandais des années 1960, alors que d'autres bâtiments de la décennie, tels que le bâtiment Säästökulma par Antero Pernaja, le bâtiment de la Banque Pohjoismaiden Yhdyspankki et le siège d'Helsingin Puhelinyhdistys, étaient considérés comme médiocres en comparaison.
En 2000, Ympyrätalo a été acheté par la compagnie d’assurances Ilmarinen.
De 2002 à 2004, le bâtiment a bénéficié de 30 millions d'euros de travaux de rénovation en particulier de modernisation de l'ensemble chauffage, ventilation et climatisation. 
L'un des architectes responsables de la rénovation était Jukka Siren, fils des concepteurs du  bâtiment.

## Architecture
La surface utile du bâtiment est de 35 654 m2, dont 25 500 m2 en location. Le bâtiment a dix étages pour 32 mètres de haut et 76 mètres de large.

## Commerces et services
- S-market
- Rosso
- Pharmacie
- Svenska Handelsbanken
- Centre médical de Mehiläinen
- Alko

## Transport
Le batiment est desservi par la station de métro Hakaniemi du métro d'Helsinki et par l'arret de la Place du marché de Hakaniemi des lignes de tramway 1A, 3, 6 / 6T, 7A, 7B et 9. 
Les arrêts de bus à proximité sont desservis par de nombreuses lignes de bus locales et régionales reliant Hämeentie et la place de la gare centrale d'Helsinki.